# Randy Jirtle

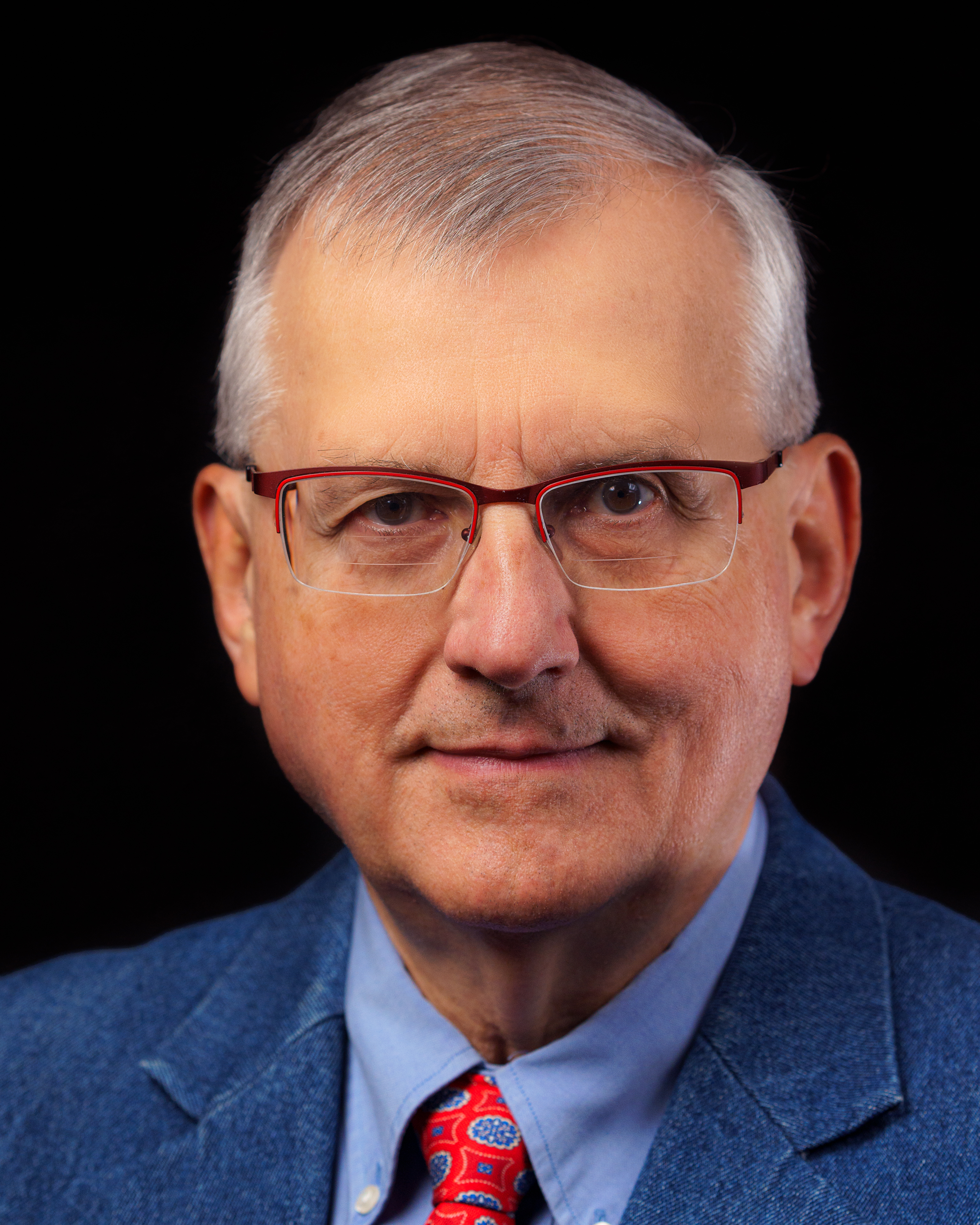
Randy Jirtle (Januar 2020)

Randy L. Jirtle (geboren 9. November 1947 in Kewaunee, Wisconsin) ist ein amerikanischer Biologe, der insbesondere für seine Forschungen zur Strahlenbiologie und Epigenetik bekannt ist. Er war an verschiedenen Universitäten in den USA und Europa tätig.

## Werdegang
Geboren in Kewaunee wuchs Randy Jirtle in Algoma auf. Nach dem Besuch der dortigen High School schloss er 1970 sein Studium der Nukleartechnik an der University of Wisconsin–Madison ab. Beeinflusst durch den Strahlenbiologen Kelly H. Clifton (1927–2020) kam er in Kontakt mit der Radiobiologie und wechselte zur Biologie. 1976 wurde Jirtle an der Universität Wisconsin promoviert, 1980 an der Duke University in Durham (North Carolina) zum Assistenzprofessor für Radiologie ernannt, 1990 ebendort zum Professor für Radioonkologie und 1998 zum außerordentlichen Professor für Pathologie.
An der Duke-Universität war Jirtle von 1997 bis 2012 am Cell and Molecular Biology Training Program beteiligt, von 1998 bis 2012 war er als Professor für Radiation Oncology und als assoziierter Professor für Pathologie tätig. Bis 2012 hatte er das Direktorat des Epigenetics and Imprinting Laboratory inne. Auch war Jirtle Mitglied des universitären Programms für Genetik (2002–2012). Seit 2013 ist er Professor für Epigenetik am Department of Sport and Exercise Sciences der University of Bedfordshire in Bedford (UK) und seit 2014 Lehrbeauftragter für Epigenetik am Department of Biological Sciences der North Carolina State University in Raleigh. Überdies ist Jirtle Gastprofessor am McArdle Laboratory of Cancer Research (Labor für Krebsforschung) der Universität in Madison.

## Wirken
Randy Jirtle hat über 190 wissenschaftliche Artikel publiziert, drei Patente angemeldet und betreibt die Website Geneimprint. Zu seinen Forschungsschwerpunkten gehören neben der Epigenetik die genomische Prägung und Fragen nach fetalen Ursprüngen für Krankheitsanfälligkeit. Das Phänomen der genomischen Prägung hat sich vor etwa 150 Millionen Jahren bei den Vorfahren der heutigen Beuteltiere und Höheren Säugetiere entwickelt, den Theria-Säugetieren, und entstand unabhängig davon auch bei Blütenpflanzen.

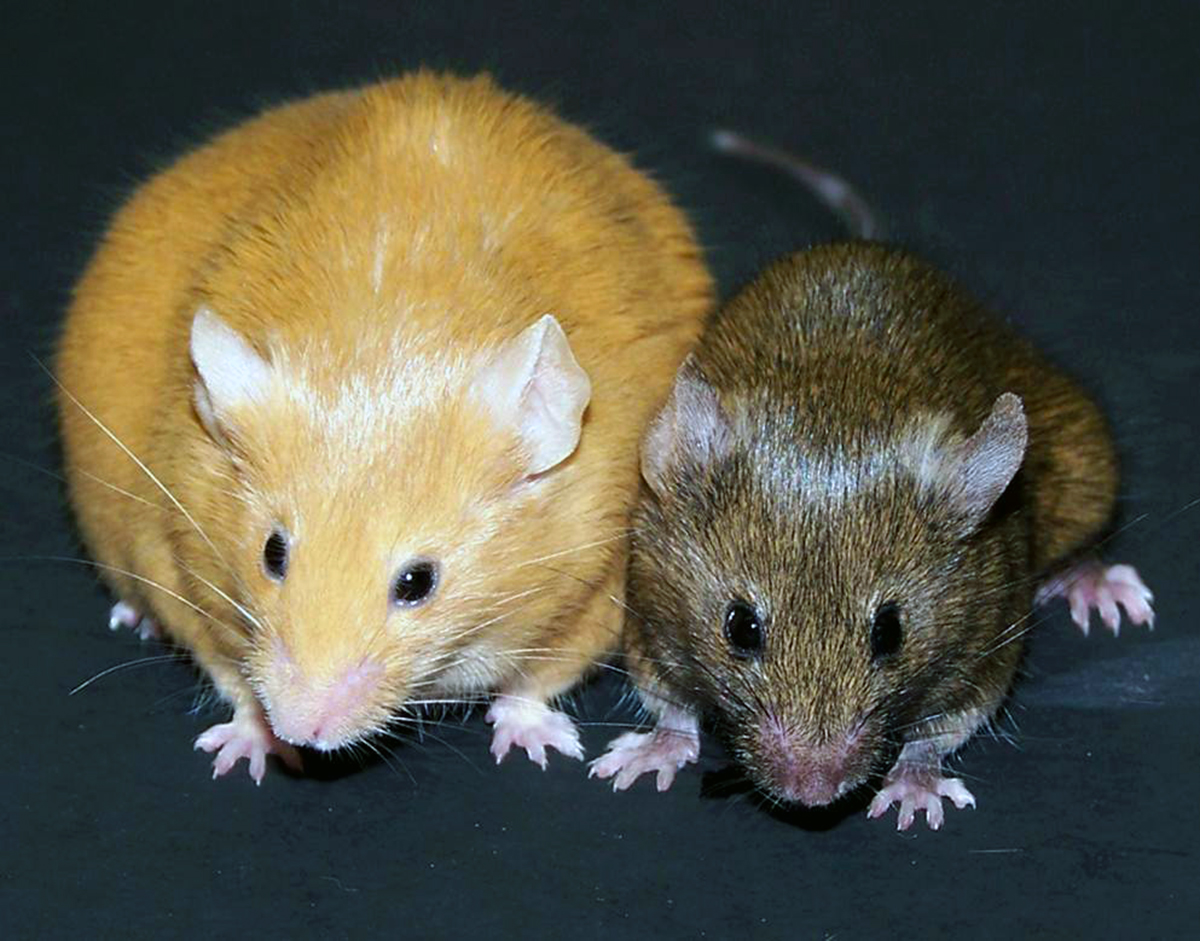
Genetisch identische Mäuse mit verschiedenem Phänotyp

Jirtle forschte insbesondere über die Vererbung epigenetischer Prägungen in Abhängigkeit von Umwelteinflüssen. Bekannt machten ihn seine Experimente mit so genannten Yellow Agouti-Mäusen. Diese besitzen im Gen viable yellow agouti ein Transposon (umgangssprachlich: springendes Gen), das die Genaktivität verändert und den Mäusen ein gelbes Fell schenkt, sie übergewichtig und krankheitsanfällig macht. Häufig wird das Transposon im Laufe der Embryonalentwicklung epigenetisch durch Anlagerung einer Methylgruppe stumm geschaltet. Dann haben die Mäuse den gleichen Phänotyp wie gewöhnliche Mäuse. Gemeinsam mit Robert A. Waterland konnte Jirtle im Jahr 2003 zeigen, wie die von weiblichen Yellow-Agouti-Mäusen zwei Wochen vor der Paarung und während der Trächtigkeit mit der Nahrung aufgenommenen Nährstoffe Einfluss auf die Transposon-Methylierung und damit auf den Phänotyp der Nachkommen hatten. Erhielten die Mütter eine methylreiche Diät – also Nahrung, die besonders reich an Methylgruppenlieferanten wie Folsäure, Vitamin B12, Cholin und Betain war – wurden die Transposons der Nachkommen offenbar stark methyliert und die Mehrzahl der Jungtiere hatte den Phänotyp gewöhnlicher Mäuse. Andernfalls entstand mehrheitlich der übergewichtige und gelbe Phänotyp.
Im Jahr 2007 zeigten Jirtle und Kollegen ebenfalls mit Yellow-Agouti-Mäusen, dass der Plastikinhaltsstoff Bisphenol A (BPA), wenn er den Muttertieren gegeben wird, das Risiko einer mangelhaften Methylierung bei den Nachkommen erhöht. Dieser Effekt konnte wiederum durch eine methylreiche Diät kompensiert werden. Dann war die Mehrzahl der Mäuse wieder braun und gesund. Diese Veröffentlichungen brachten Randy Jirtle im Jahr 2007 eine Nominierung zur Person of the Year des Time magazine ein.
Für die Environmental Mutagenesis and Genomics Society (EMGS) sei dieser Fund einer der „bedeutendsten wissenschaftlichen Fortschritte des 21. Jahrhunderts“. Jirtle bekam dafür 2019 den Alexander Hollaender Award. Jörg Niewöhner als Vertreter der Sozialanthropologie teilte unter dem fragenden Titel Molekularbiologische Sozialwissenschaft? mit, Jirtle und Waterland hätten mit ihren Forschungen als erste „einen molekularen Mechanismus dieses statistisch bereits durch andere Experimente bekannten Effekts“ nachgewiesen.
Es berichteten kurz Der Spiegel im Jahr 2003 unter dem Titel Vererbung geht durch den Magen und ausführlich das Nachrichtenmagazin Time 2010 unter dem Titel Why Your DNA Isn't Your Destiny (Warum Deine DNA nicht Dein Schicksal ist). Im Deutschen Ärzteblatt gab es im Oktober 2012 einen Bericht über die Forschungsergebnisse mit den Aguti-Mäusen von der Ökotrophologin Dorothee Hahne, ergänzt durch Erkenntnisse, die über den Menschen vorliegen.

## Herausgeberschaften
Jirtle war bzw. ist Beiratsmitglied verschiedener wissenschaftlicher Zeitschriften:
- Hepatology (1997–2001)
- Toxicological Sciences (1999–2004)
- Comparative Hepatology (2001–2009)
- The Scientific World Journal (2001–2011)
- Epigenetics (seit 2005)
- Epigenomics (seit 2009)

## Mitgliedschaften

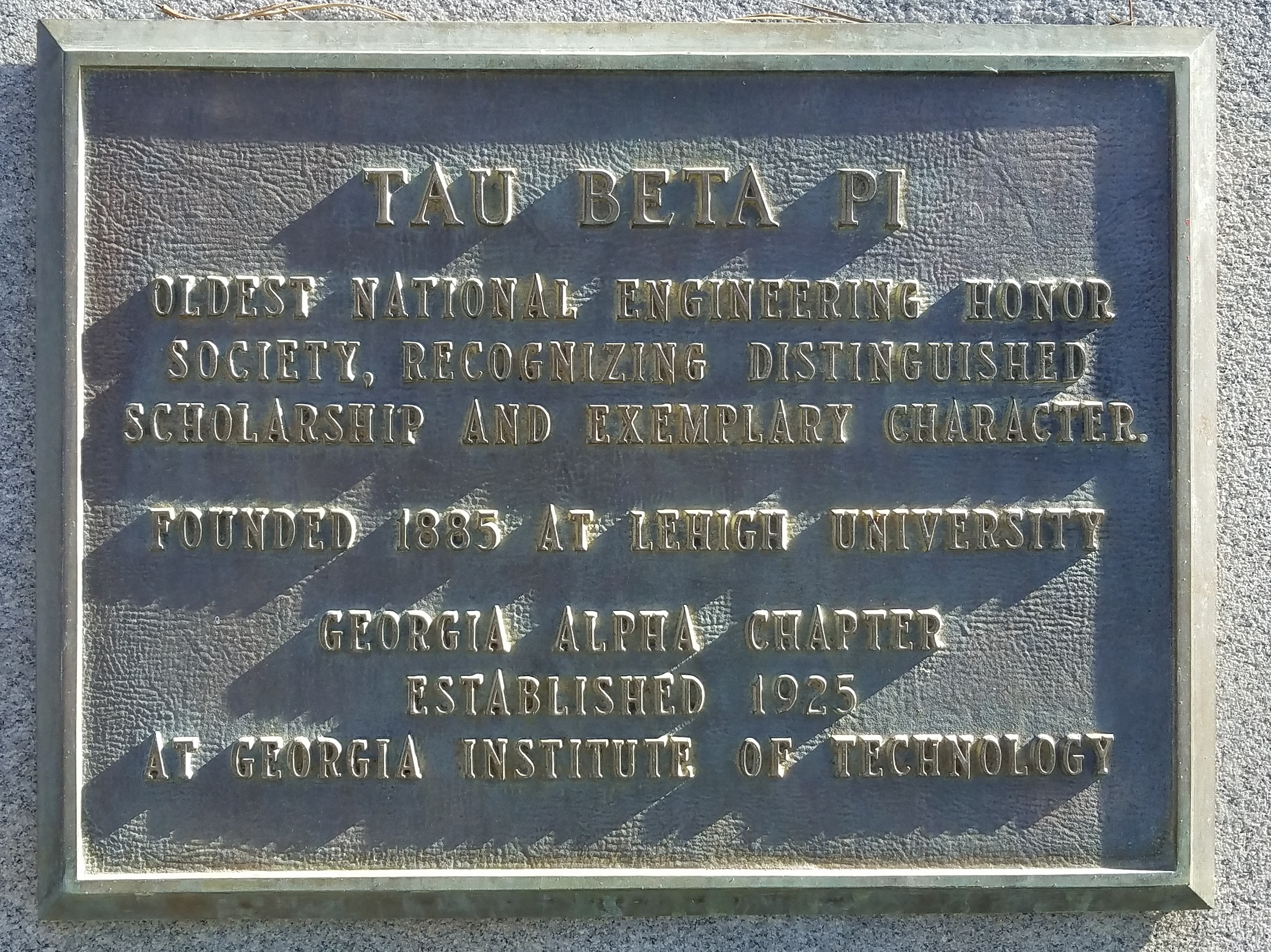
Tafel am Georgia Institute of Technology

- American Association of Cancer Research
- American Society of Human Genetics
- Environmental Mutagenesis Society
- American Society for Investigative Pathology
- Society of Toxicology
- National Academy of Sciences Committee
- Duke University Program of Genetics (2002–2012)
- Ehrenmitglied Tau Beta Pi und Sigma Xi[2]

## Schriften (Auswahl)
- Randy L. Jirtle (Hrsg.): Liver Regeneration and Carcinogenesis. Molecular and Cellular Mechanisms. Academic Press, San Diego 1995, ISBN 0-12-385355-9 (englisch).
- Mit Cathrine Hoyo, Amy P. Murtha, Joellen M. Schildkraut: Folic acid supplementation before and during pregnancy in the Newborn Epigenetics STudy (NEST). In: BMC public health. Band 11, Nr. 1, 2011, S. 1–8, doi:10.1186/1471-2458-11-46 (englisch).
- Mit Radhika Das, Nathan Anderson, MaryEllen I. Koran u. a.: Convergent and divergent evolution of genomic imprinting in the marsupial Monodelphis domestica. In: BMC genomics. Band 13, Nr. 1, 2012, S. 1–13, doi:10.1186/1471-2164-13-394 (englisch).
- Randy L. Jirtle, Frederick L. Tyson (Hrsg.): Environmental epigenomics in health and disease. Epigenetics and disease origins. Springer, Berlin, Heidelberg 2013, ISBN 978-3-642-23379-1 (englisch).
- Randy L. Jirtle, Frederick L. Tyson (Hrsg.): Environmental epigenomics in health and disease. Epigenetics and complex diseases. Springer, Heidelberg, New York, Dordrecht, London, Berlin 2013, ISBN 978-3-642-36826-4 (englisch).
- Mit Adriana C. Vidal, Francine Overcash, Susan K. Murphy u. a.: Associations between birth and one year anthropometric measurements and IGF2 and IGF2R genetic variants in African American and Caucasian American infants. In: Journal of pediatric genetics. Band 2, Nr. 3, 2013, S. 119–127, doi:10.3233/PGE-13064 (englisch).
- Alexander M. Vaiserman, Alexander K. Koliada, Randy L. Jirtle: Non-genomic transmission of longevity between generations. Potential mechanisms and evidence across species. In: Epigenetics & chromatin. Band 10, Nr. 1, 2017, S. 1–12, doi:10.1186/s13072-017-0145-1 (englisch).

## Auszeichnungen
- 2006 Distinguished Achievement Award des College of Engineering der University of Wisconsin[17]
- 2007 Esther B. O'Keeffe Charitable Foundation Award[18]
- 2007 Nominierung für die Person des Jahres des Time-Magazins[17]
- 2008 Erster Empfänger des Epigenetic Medicine Award[17]
- 2009 Stars Lecture Award in Nutrition and Cancer vom National Cancer Institute (NCI)[17]
- 2014 Linus Pauling Functional Medicine Award von The Institute for Functional Medicine[19]
- 2019 Alexander Hollaender Award[20] der Environmental Mutagenesis and Genomics Society (EMGS)[12]